# Trichonemophas
Trichonemophas is een kevergeslacht uit de familie van de boktorren (Cerambycidae). De wetenschappelijke naam van het geslacht werd voor het eerst geldig gepubliceerd in 1971 door Breuning.

## Soorten
Trichonemophas is monotypisch en omvat slechts de volgende soort:
- Trichonemophas chassoti Breuning, 1971